# Pryskyřník trpasličí
Pryskyřník trpasličí (Ranunculus pygmaeus) je druh rostliny z čeledi pryskyřníkovité (Ranunculaceae).

## Popis
Jedná se o vytrvalou rostlinu dorůstající nejčastěji výšky 2–5 (řidčeji až 10) cm s hlízovitým oddenkem porostlým hnědými šupinami. Lodyha je přímá až vystoupavá, jemně chlupatá, na vrcholu pouze s jedním květem. Listy jsou střídavé, přízemní jsou dlouze řapíkaté, lodyžní jsou s kratšími řapíky až přisedlé. Čepele přízemních listů jsou zpravidla hluboce troj až pětidílné, úkrojky jsou celokrajné popř. boční laločnaté. Lodyžní listy jsou podobné přízemním, všechny listy jsou lysé. Květy jsou světle žluté, celkem malé, jen 5–10 mm v průměru, květní lůžko je vyklenuté, válcovité až vejčité. Kališních lístků je 5, zhruba stejně dlouhé jako korunní. Korunní lístky jsou světle žluté. Kvete v červenci až v srpnu. Plodem je nažka, která je asi 1,5 mm dlouhá, křídlatě lemovaná, na vrcholu zakončená krátkým háčkovitým zobánkem. Nažky jsou uspořádány do souplodí. Počet chromozómů je 2n=16.

## Rozšíření
Pryskyřník trpasličí je severský druh, v Evropě roste především ve Skandinávii a v severní části evropského Ruska, na Islandu a na Špicberkách. Izolovaně jako glaciální relikt roste celkem vzácně v Alpách a ve Vysokých Tatrách. Dále je rozšířen na severní Sibiři, v horách jižní Sibiře a na Dálném Východě, má a izolovaně Himálaj a hory Japonska. Roste i v Severní Americe, kde ho najdeme především na Aljašce, v Grónsku, v Kanadě a Skalnatých horách. V České republice neroste. Vyskytuje se zpravidla na kyselých substrátech na sněhových výležiskách, při okrajích ledovců a na skalách.